# Iron Maiden: Flight 666
Pour les articles homonymes, voir Iron Maiden (homonymie).
Pour plus de détails, voir Fiche technique et Distribution.
Iron Maiden: Flight 666 est un documentaire sorti en 2009 consacré au groupe de heavy metal britannique Iron Maiden. Il retrace la première partie de la tournée Somewhere Back in Time entre février et mars 2008. Un album live a également été édité sous le même titre.

## Documentaire

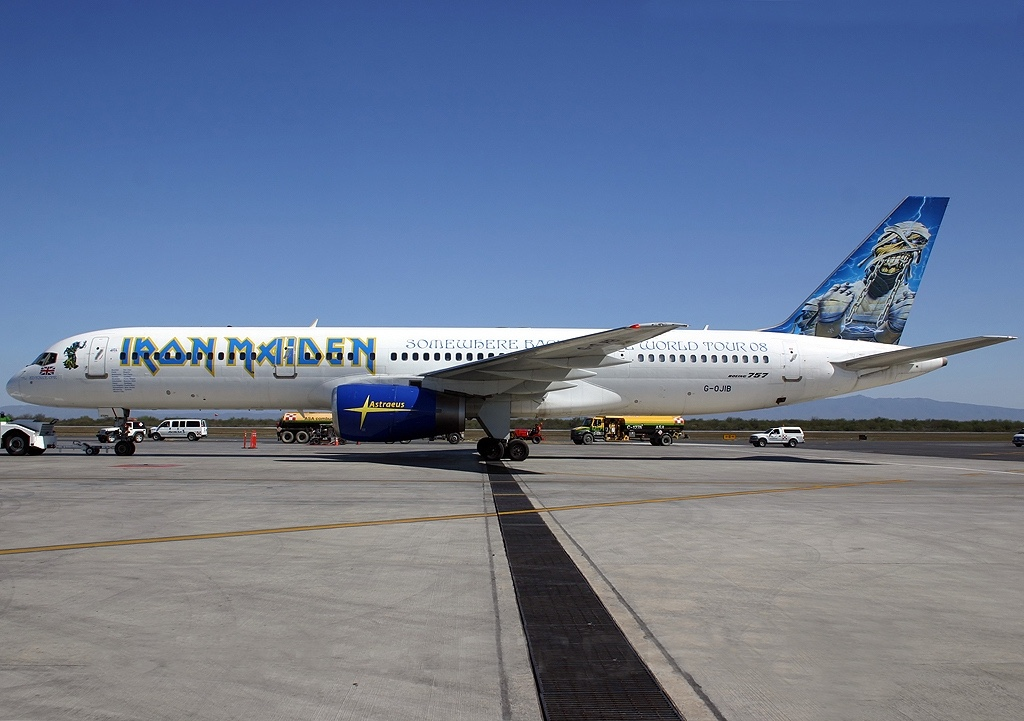
Le Boeing 757 loués pour les tournées d'Iron Maiden entre 2008 et 2015 à l'origine du titre.

Flight 666 a été coproduit par la compagnie Banger Productions basée à Toronto (déjà connue pour les documentaires Metal: A Headbanger's Journey et Global Metal) et Kevin Shirley qui travaille avec Iron Maiden depuis l'album Brave New World sorti en 2000. Le film a été tourné en haute définition avec une bande son en 5.1. Il a été distribué par EMI (sauf aux États-Unis où la distribution fut assurée par Universal Music Group).

## Album
Albums de Iron Maiden
Somewhere Back in Time
(2008) The Final Frontier
(2010)

### Liste des titres
| Titre                           | Pays       | Ville           | Lieu                                  | Date             |
| Churchill's speech              | Inde       | Bombay          | Complexe Bandra-Kurla                 | 1er février 2008 |
| Aces High                       | Inde       | Bombay          | Complexe Bandra-Kurla                 | 1er février 2008 |
| 2 Minutes to Midnight           | Australie  | Melbourne       | Rod Laver Arena                       | 7 février 2008   |
| Revelations                     | Australie  | Sydney          | Acer Arena                            | 9 février 2008   |
| The Trooper                     | Japon      | Tokyo           | Makuhari Messe                        | 16 février 2008  |
| Wasted Years                    | Mexique    | Monterrey       | Monterrey Arena                       | 22 février 2008  |
| The Number of the Beast         | États-Unis | Los Angeles     | The Forum                             | 19 février 2008  |
| Can I Play with Madness         | Mexique    | Mexico          | Stade Foro Sol                        | 24 février 2008  |
| The Rime of the Ancient Mariner | États-Unis | East Rutherford | Izod Center                           | 14 mars 2008     |
| Powerslave                      | Costa Rica | San Jose        | Stade Ricardo Saprissa                | 26 février 2008  |
| Heaven Can Wait                 | Brésil     | São Paulo       | Stade Palestra Itália                 | 2 mars 2008      |
| Run to the Hills                | Colombie   | Bogota          | Parc Simón Bolívar                    | 28 février 2008  |
| Fear of the Dark                | Argentine  | Buenos Aires    | Estadio Arquitecto Ricardo Etcheverry | 7 mars 2008      |
| Iron Maiden                     | Chili      | Santiago        | Estadio Nacional de Chile             | 9 mars 2008      |
| Moonchild                       | Porto Rico | San Juan        | Coliseo José Miguel Agrelot           | 12 mars 2008     |
| The Clairvoyant                 | Brésil     | Curitiba        | Pedreira Paulo Leminski               | 4 mars 2008      |
| Hallowed Be Thy Name            | Canada     | Toronto         | Centre Air Canada                     | 16 mars 2008     |